# Waverly (Kansas)
Waverly – miasto w Stanach Zjednoczonych, we wschodniej części stanu Kansas, w Hrabstwo Coffey.